# Ulrich Leffson
Ulrich Leffson (* 25. Februar 1911 in Berlin; † 7. August 1989 in Münster) war ein deutscher Wirtschaftswissenschaftler. Von 1964 bis 1979 war er Professor für Betriebswirtschaftslehre, insb. für Wirtschaftsprüfung an der Westfälischen Wilhelms-Universität Münster.

## Leben
Nach Abschluss einer Lehre im Buchhandel studierte er Volkswirtschaft in Freiburg im Breisgau und promovierte 1938 bei Adolf Lampe und Walter Eucken über das Thema „Die wirtschaftlichen Wirkungen des technischen Fortschritts“. Nach einem kurzen Studienaufenthalt in Frankreich wurde er als Soldat eingezogen. Ab 1946 war er freiberuflich als Gutachter tätig und habilitierte sich 1963 an der Universität Mainz mit der Arbeit „Die Grundsätze ordnungsmäßiger Buchführung“, die bis 1987 in insgesamt sieben Auflagen erschien und als Klassiker der Bilanzlehre gilt. 1964 folgte er einem Ruf als ordentlicher Professor für Betriebswirtschaftslehre, insb. für Revision, an die Westfälische Wilhelms-Universität Münster als Nachfolger von Albert Schnettler. Er leitete von da an das Institut für betriebliche Finanzen und Steuern (ab 1967: Institut für Revisionswesen) bis zu seiner Emeritierung 1979. Ulrich Leffson, der rund fünfzehn Jahre lang das Institut für Revisionswesen der Westfälischen Wilhelms-Universität Münster (WWU) leitete, habe wie kaum ein anderer das deutsche Bilanzrecht geprägt, betont sein einstiger Schüler und inzwischen emeritierter Nachfolger am Institut für Revisionswesen an der WWU, Jörg Baetge. Im Jahre 1988 wurde ihm die Ehrendoktorwürde der Ruhr-Universität Bochum verliehen; zuvor hatte ihn das Institut der Wirtschaftsprüfer in Deutschland e.V. am 14. Januar 1986 zu seinem Ehrenmitglied ernannt. Leffsons' 1963 verfasste Habilitationsschrift „Die Grundsätze ordnungsmäßiger Buchführung“ gilt als Klassiker. Von 1964 bis zu seiner Emeritierung im Jahre 1979 leitete er das Institut für Revisionswesen der WWU. Als Fachberater des Gesetzgebers wirkte er 1985 maßgeblich an der Neuordnung des Bilanzrechts mit. Als Berater hat er das deutsche Handelsgesetzbuch, HGB, mitgeprägt. Auch das Bilanzrechtsmodernisierungsgesetz, das am 29. Mai 2009 das HGB wesentlich erneuert hat, folgt der Leffson’schen Bilanzlehre.
Neben Arbeiten zu den Grundsätzen ordnungsmäßiger Buchführung befasste er sich intensiv mit Fragen der Wirtschaftsprüfung; sein gleichnamiges Buch gilt als eine der ersten umfassenden Veröffentlichungen über diese Disziplin. Des Weiteren wirkte er entscheidend an der Neuordnung des deutschen Bilanzrechts im Rahmen des Bilanzrichtlinien-Gesetzes 1985 mit. Zu seinen Schülern zählen u. a. Jörg Baetge, Ralf Krüger, Lothar Schruff und Wienand Schruff.